# Revista Brasileira de Saúde Materno Infantil
A Revista Brasileira de Saúde Materno Infantil (RBSMI) é um periódico científico editado pelo Instituto de Medicina Integral Prof. Fernando Figueira (IMIP). Publicada desde seu lançamento em 2001, esta revista está indexada em vários indexadores como Scielo, Scopus, Latindex e LILACS.
Na avaliação do Qualis realizada pela Coordenação de Aperfeiçoamento de Pessoal de Nível Superior (CAPES), este periódico foi classificado no extrato A2 para a área de Demografia e B1 para as áreas de Administração pública e de empresas, Educação, Enfermagem, Interdisciplinar e Saúde coletiva.